# Linda Cerruti
Linda Cerruti (Genova, 7 ottobre 1993) è una nuotatrice artistica italiana.
Ha iniziato a praticare il nuoto sincronizzato nel 2000 all'età di 7 anni, nel 2004 ha raccolto i primi successi partecipando ai campionati italiani categoria esordienti.

## Carriera
Dopo una serie di successi ai campionati italiani di categoria, nel 2009 Linda Cerruti ha debuttato ai campionati europei giovanili ottenendo il quinto posto nelle quattro specialità singolo, duo, squadre e combinato a squadre. L'anno successivo, dopo i due bronzi conquistati agli Europei giovanili nel singolo e nel combinato a squadre (dove compariva tra le riserve), la Cerruti ha anche partecipato agli Europei assoluti di Budapest ottenendo il sesto posto nel singolo. In questo stesso anno ha anche partecipato ai Mondiali giovanili disputati a Indianapolis.
Nel 2011 Linda Cerruti ha gareggiato per l'ultima volta agli Europei giovanili riuscendo a vincere la medaglia d'argento nel singolo e quella di bronzo nel combinato a squadre. In seguito ha anche debuttato ai campionati mondiali assoluti di Shanghai ottenendo il nono posto nel singolo tecnico nonostante fosse febbricitante; nel singolo libero si è invece piazzata al settimo posto. Da giovane promessa, e fresca vincitrice del suo primo titolo italiano da singolista, inizia così a imporsi tra le sincronette italiane di punta a livello internazionale.
Agli Europei del 2012 ha vinto la medaglia di bronzo nel combinato a squadre e ha ottenuto il quinto posto nel singolo. Nel 2013 ha partecipato alle Universiadi di Kazan' vincendo il bronzo nel singolo e nel duo insieme a Costanza Ferro. Durante i campionati mondiali di Barcellona 2013 Linda Cerruti si è confermata un'atleta di vertice piazzandosi all'ottavo posto nel singolo sia nel programma tecnico che in quello libero; ha inoltre disputato anche la gara di duo terminando all'ottavo posto nel programma tecnico e a un buon sesto posto in quello libero.
Ai campionati europei di Berlino 2014 l'atleta savonese ha mancato per due volte il podio finendo quarta nel singolo, superata dall'ucraina Anna Vološyna, e nel duo dove insieme a Costanza Ferro si è piazzata dietro le spagnole Ona Carbonell e Paula Klamburg. La sua seconda medaglia di bronzo europea è comunque arrivata in seguito con il terzo posto ottenuto nel combinato a squadre.
Linda Cerruti ha preso parte ai Mondiali di Kazan' 2015 posizionandosi al settimo posto da singolista sia nel programma libero sia in quello tecnico, migliorando così di una posizione rispetto all'edizione precedente dei campionati. Nel duo, insieme a Costanza Ferro, ha invece ottenuto un altro settimo posto nel programma tecnico e confermato il sesto posto in quello libero.
Con il secondo posto ottenuto al torneo preolimpico disputato nel marzo 2016, il duo si è guadagnato l'accesso alle Olimpiadi di Rio de Janeiro 2016. Ai successivi Europei di Londra 2016 Linda ha vinto la sua prima medaglia da singolista: reduce da un terzo posto con un punteggio di 90.1000, record personale a livello europeo, nella finale del programma libero è riuscita a centrare la medaglia di bronzo nonostante la penalità di un punto inflittale per l'eccessiva perdita di tempo prima dell'esecuzione dell'esercizio. Successivamente è nuovamente salita sul podio vincendo per la prima volta il bronzo pure nel duo e inoltre, in una edizione particolarmente positiva per la nazionale italiana di nuoto sincronizzato, ha anche vinto la sua prima medaglia d'argento prendendo parte al programma libero della gara a squadre.
Al loro debutto olimpico, Cerruti e Ferro raggiungono la finale piazzandosi al sesto posto. In finale, partendo dal punteggio di 90.4412 ottenuto nella routine tecnica durante la fase precedente, il duo ottiene il punteggio 92.3667 al programma libero con un totale di 182.8079 punti che le colloca al sesto posto dietro le spagnole Carbonell e Mengual (186.6357 punti).
Agli Europei di Glasgow 2018 ha vinto la sua prima medaglia d'argento nel singolo, piazzandosi al secondo posto con 92.5000 punti nel programma libero, superando l'ucraina Yelyzaveta Yakhno (92.1333 punti). Ha vinto inoltre un altro argento partecipando al libero combinato, oltre a confermarsi al terzo posto con il duo.
Linda Cerruti ha fatto parte della squadra italiana che ai Mondiali di Gwangju 2019 ha conquistato la prima storica medaglia iridata a squadre classificandosi seconda nell'highlight, routine di nuova introduzione nei campionati, dietro l'Ucraina e davanti alla Spagna. Nel corso della stessa edizione della competizione ha pure migliorato la propria prestazione nel duo ottenendo, insieme a Costanza Ferro nel programma tecnico, il quinto posto con 90.1743 punti e superando così anche la quota 90 punti, rappresentando la prima volta che un duo italiano è riuscito a oltrepassare tale punteggio ai campionati mondiali dopo l'impresa compiuta da Giulia Lapi e Beatrice Adelizzi nell'edizione di Roma 2009.

## Palmarès
- Mondiali

Gwangju 2019: argento nell'highlight.
Budapest 2022: argento nell'highlight, bronzo nella gara a squadre (programma tecnico) e nel libero combinato.
Fukuoka 2023: argento nel duo (programma tecnico) e nella gara a squadre (programma tecnico).
- Europei

Eindhoven 2012: bronzo nel libero combinato.
Berlino 2014: bronzo nel libero combinato.
Londra 2016: argento nella gara a squadre (programma libero); bronzo nel singolo (programma tecnico e libero), nel duo (programma tecnico e libero), nella gara a squadre (programma tecnico) e nel libero combinato.
Glasgow 2018: argento nel singolo (programma libero) e nel libero combinato; bronzo nel singolo (programma tecnico), nel duo (programma tecnico e libero) e nella gara a squadre (programma tecnico e libero).
Roma 2022: argento nel singolo (programma libero e tecnico), nel libero combinato, nell'highlight, nella gara a squadre (programma tecnico e libero), bronzo nel duo (libero e tecnico).
- Giochi europei

Cracovia 2023: argento nella gara a squadre (programma tecnico) e nella gara a squadra (programma libero), bronzo nella routine acrobatica
- Universiadi

Kazan' 2013: bronzo nel singolo e nel duo.
- Europei giovanili

Tampere 2010: bronzo nel singolo e nel libero combinato.
Belgrado 2011: argento nel singolo, bronzo nel libero combinato.

### Coppa del Mondo
- 1 podio:
  - 1 vittoria (1 nel duo)

#### Coppa del mondo - vittorie
| Data          | Luogo   | Paese  | Disciplina |
| ------------- | ------- | ------ | ---------- |
| 18 marzo 2023 | Markham | Canada | Duo libero |

### Campionati italiani
51 titoli così ripartiti:
- 19 nel singolo;
- 19 nel duo (tutti insieme a Costanza Ferro);
- 7 nella competizione a squadre;
- 6 nel libero combinato.

| Anno | Edizione  | singolo | duo | squadra | combinato |
| ---- | --------- | ------- | --- | ------- | --------- |
| 2008 | Estivi    | -       | -   | -       | 3         |
| 2009 | Invernali | -       | -   | 2       | -         |
| 2009 | Estivi    | 3       | 2   | 1       | 1         |
| 2010 | Invernali | -       | 2   | 1       | -         |
| 2010 | Estivi    | 2       | 1   | 1       | 1         |
| 2011 | Invernali | 3       | -   | 3       | -         |
| 2011 | Estivi    | 1       | 1   | 1       | 1         |
| 2012 | Invernali | 1       | 3   | 3       | -         |
| 2012 | Estivi    | 1       | 1   | 1       | 1         |
| 2013 | Invernali | 1       | 1   | 2       | -         |
| 2013 | Estivi    | 1       | 1   | 2       | 1         |
| 2014 | Invernali | 1       | 1   | 3       | -         |
| 2014 | Estivi    | 1       | 1   | -       | 3         |
| 2015 | Invernali | 1       | 1   | 2       | -         |
| 2015 | Estivi    | 1       | 1   | -       | -         |
| 2016 | Invernali | 1       | 1   | 2       | -         |
| 2016 | Estivi    | 1       | 1   | 2       | -         |
| 2017 | Invernali | 1       | 1   | 2       | -         |
| 2017 | Estivi    | 1       | 1   | 2       | 2         |
| 2018 | Invernali | 1       | 1   | 2       | -         |
| 2018 | Estivi    | 1       | 1   | 1       | 2         |
| 2019 | Invernali | 1       | 1   | 2       | -         |
| 2019 | Estivi    | 1       | 1   | 2       | 2         |
| 2020 | Invernali | 1       | 1   | 1       | -         |
| 2020 | Estivi    | 1       | 1   | -       | 1         |

## Televisione
Linda Cerruti, insieme con la compagna di duo Costanza Ferro, è stata protagonista del docu-reality televisivo Vite in apnea, nel quale è stata ripresa sia durante l'attività sportiva, sia nella propria vita privata.
Il programma, costituito da strisce quotidiane e da 9 nove puntate, andate in onda in prima serata sul canale Mediaset La5 dal 16 maggio all'11 luglio 2013, aveva lo scopo di documentare l'attività della squadra giovanile di pallanuoto e delle nuotatrici del nuoto sincronizzato della Rari Nantes Savona, impegnate nella preparazione per i Mondiali di nuoto di Barcellona 2013.